# Pycnonotus bimaculatus
Pycnonotus bimaculatus е вид птица от семейство Pycnonotidae.

## Разпространение
Видът е разпространен в Индонезия.